# محمد الیعقوبی
محمد الیعقوبی (عربی: محمد اليعقوبي؛ زادهٔ ۱۲ سپتامبر ۱۹۷۷) یک ورزشکار اهل مراکش است.
از باشگاه‌هایی که در آن بازی کرده‌است می‌توان به باشگاه فوتبال اوساسونا، باشگاه فوتبال بارسلونا بی، باشگاه فوتبال بارسلونا سی، ژیرونا، رئال سوسیداد، الچه، اسپانیول، باشگاه فوتبال لوانته و بارسلونا اشاره کرد.